# Azurblaurabe
Der Azurblaurabe (Cyanocorax caeruleus, Syn.: Cyanocorax coeruleus) ist eine Vogelart aus der Familie der Rabenvögel. Er bewohnt vor allem den Araukarienwald im Süden Brasiliens. Azurblauraben leben in Schwärmen und sind in Sippen untergliedert, welche bis zu zwei Generationen zusammenbleiben können. Während der Fortpflanzungszeit bauen diese zusammen die Nester und sorgen für die eigene Sicherheit. Die Tiere beherrschen ein großes Spektrum an Vogelrufen.

## Lebensraum

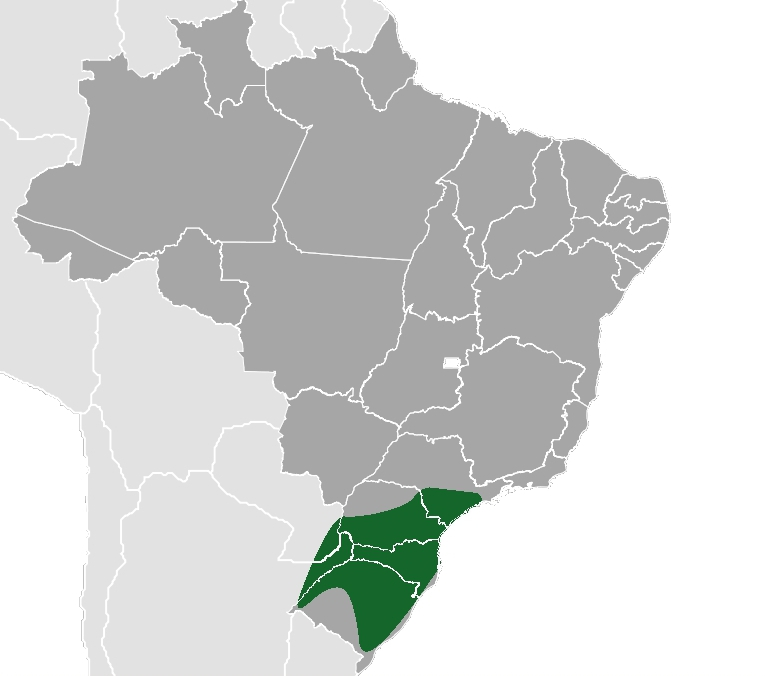
Lebensraum des Azurblauraben im Süden Brasiliens

Der Azurblaurabe lebt im Atlantischen Regenwald im Süden Brasiliens (von São Paulo bis Rio Grande do Sul) und Nordosten Argentiniens (Misiones und Norden von Corrientes). In größerer Anzahl sind diese Rabenvögel im Araukarienwald zu finden, wo sie die Brasilianische Araukarie (Araucaria angustifolia) für den Bau von Nestern bevorzugen und als Nahrungsquelle nutzen.

## Merkmale
Der Azurblaurabe ist ca. 40 cm lang und  hat einen kräftigen Schnabel. Die leuchtend blaue Gefiederfarbe des Körpers steht in deutlichem Kontrast zu den schwarzen Federn auf seinem Kopf, der Vorderseite des Halses und dem oberen Teil der Brust. Die Federn an der Stirn sind leicht gesträubt, die Augen und der Schnabel sind dunkel. Die Weibchen sind allerdings etwas kleiner, ansonsten ist kein Geschlechtsdimorphismus vorhanden.

## Ernährung

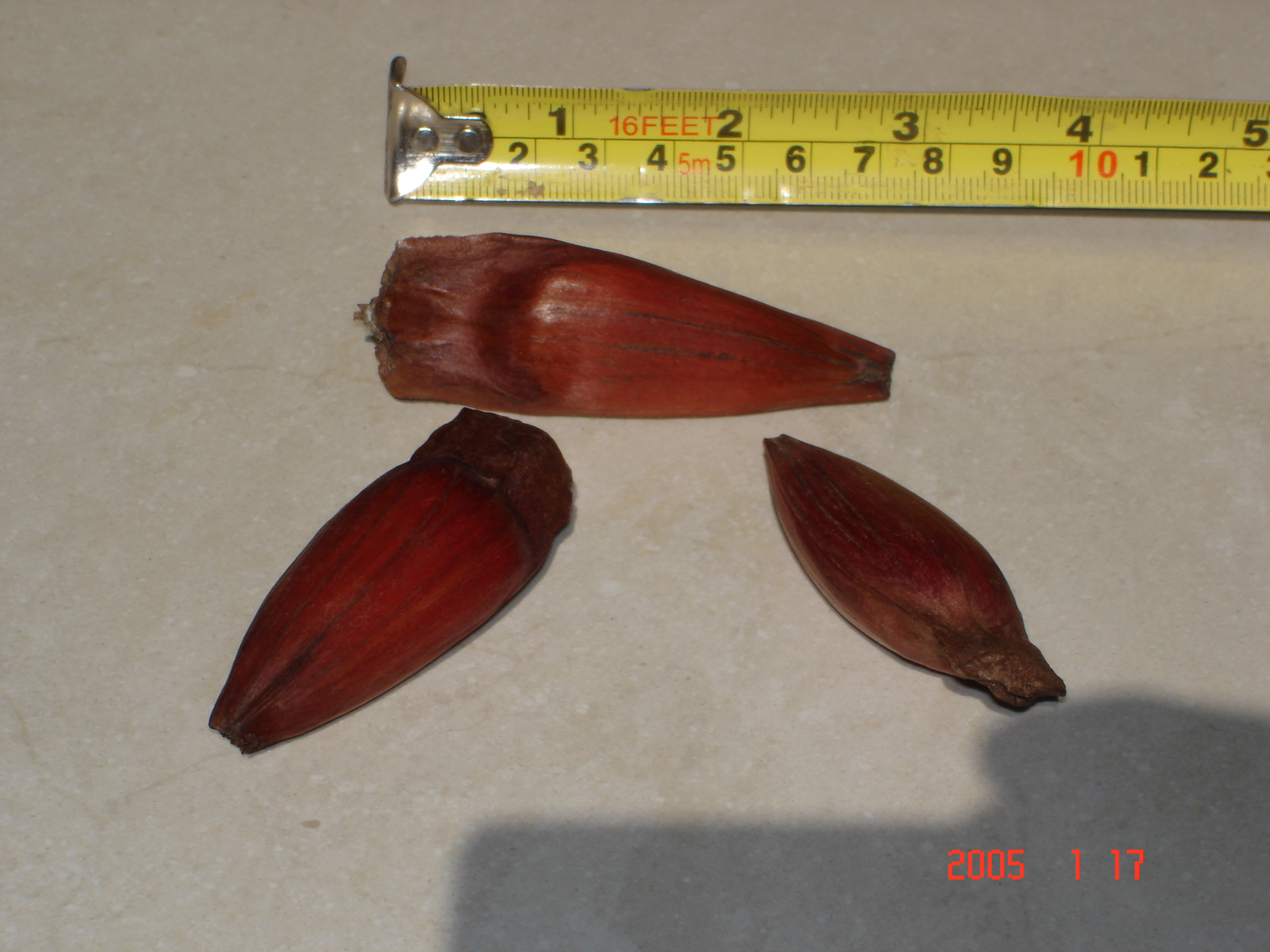
Samen der Brasilianischen Araukarie (Araucaria angustifolia)

Der Azurblaurabe wurde von Bewohnern des Araukarienwaldgebietes beim Fressen der Samen der Brasilianischen Araukarie beobachtet und wird deshalb als Ausbreiter der Araukarienbäume betrachtet. Die Samen werden oft nicht sofort gefressen und keimen  gelegentlich, wenn sie während des Transports verloren gehen oder bei der Lagerung in alten Baumstämmen oder in Büschen vergessen werden. Aber die Azurblauraben sind, wie andere Rabenvögel, Allesfresser, und da sie neben Kernen auch Gliederfüßer und Früchte fressen, sind sie nicht derart akut vom Aussterben bedroht wie die Araukarienbäume.

## Fortpflanzung
Die Fortpflanzungszeit geht von Oktober bis März, in dieser Zeit baut der Azurblaurabe die Nester bevorzugt auf den Kronen der Brasilianischen Araukarien. Der Bau, die Reinigung und der Schutz des Nests und der Brut wird durch die ganze Sippe geleistet. Die Nester liegen in 10–20 m Höhe, haben einen Durchmesser von rund 40–50 cm und sind flach gebaut. Im Zentrum befindet sich eine Brutkammer mit 16–20 cm Durchmesser und 6–9 cm Tiefe, die gewöhnlich 3–5 Eier beherbergt. Die Eier sind grün-blau mit kleinen braunen oder grauen gleichmäßig auf der Oberfläche verteilten Flecken. Sie werden etwa 33 × 24 mm groß und 9 g schwer.

## Stimme
Einige in Gruppen lebende Tiere haben für die Kommunikation mit Artgenossen akustische Signale (Tiersprache) entwickelt. Die Azurblauraben sind lernfähige Vögel, die ein Repertoire von 14 Schreien für verschiedene Zwecke besitzen. So gibt es beispielsweise eigene Schreie für das Ankündigen eines Fressfeindes, für die Ortsbestimmung während des Fluges, für die Kommunikation zwischen verschiedenen Schwärmen und zur Paarung. Die Schreie unterscheiden sich deutlich voneinander und können kombiniert werden.

## Bedrohung
Die IUCN listet diese Art als  (=Near Threatened – potentiell gefährdet).